# Patiëntenfederatie Nederland
De Patiëntenfederatie Nederland (PN) of Patiëntenfederatie is een koepelorganisatie van verschillende patiëntenverenigingen. In het verleden werd ook de naam Nederlandse Patiënten Consumenten Federatie (NPCF) gebruikt.
De Patiëntenfederatie treedt op als vertegenwoordiger en belangenbehartiger. Zo is de Patiëntenfederatie onderhandelingspartner in het overleg tussen de overheid, patiëntenorganisaties en de ziektekostenverzekeraars. Daarbij kan overlegd worden over zaken als voorzieningen, ziektekostenpremies, polisvoorwaarden, regelgeving, etc.

## ZorgkaartNederland
De Patiëntenfederatie verzorgt ZorgkaartNederland als ervaringssite voor de Nederlandse gezondheidszorg. Patiënten kunnen op deze wijze hun stem en invloed laten gelden en hun keuzes baseren op de aldaar verzamelde informatie. De ZorgkaartNederland bevat gegevens van 127.000 zorgaanbieders en in 2018 werden er 140.000 nieuwe ervaringen geregistreerd, waarmee het totale aantal op 750.000 kwam ultimo 2018.
De financiering voor het product ZorgkaartNederland over de gehele looptijd komt uit meerdere bronnen, zoals subsidies van het ministerie van Volksgezondheid, Welzijn en Sport, contracten met zorgverzekeraars en verkoop van pakketten aan zorginstellingen.
De ZorgkaartNederland is in 2009 gestart en was tot 2014 eigendom van het onderdeel Bohn Stafleu van Loghum van Springer Media, maar is in januari 2014 voor een onbekend bedrag aan de Patiëntenfederatie verkocht.